# حارة علي بن ابي طالب (صنعاء)
علي بن أبي طالب هي إحدى حارات حي سدس احداق بمدينة الروضة شمال العاصمة اليمنية "صنعاء"، بلغ تعداد سكانها 188 نسمة حسب تعداد اليمن لعام 2004.